# Нюбру
Нюбру (на шведски: Nybro) е град в лен Калмар, югоизточна Швеция. Главен административен център на едноименната община Нюбру. Намира се на около 310 km на югозапад от столицата Стокхолм и на 28 km на запад от Калмар. Получава статут на търговски град (на шведски шьопинг) през 19 век. ЖП възел. Населението на града е 12 810 жители според данни от преброяването през 2010 г.